# Volodymyr Bileka
Volodymyr Bileka (in ucraino Володимир Білека?; Drohobyč, 6 febbraio 1979) è un ciclista su strada ucraino, professionista dal 2002 e sospeso per doping fino al 2016.

## Carriera
Buon velocista, tra i dilettanti coglie alcuni piazzamenti in corse di un giorno, tra cui un secondo posto alla Paris-Roubaix Espoirs nel 2001. Passa tra i professionisti nel 2002 nella Landbouwkrediet, per trasferirsi quindi alla Discovery Channel, seguendo sempre il connazionale Jaroslav Popovyč. La squadra statunitense si dissolve alla fine della stagione 2007, e lui firma, sempre con Popovyč, per la Silence-Lotto.
Tuttavia nel maggio 2008 Bileka presenta le proprie dimissioni alla squadra, adducendo motivi personali. La situazione viene chiarita solo al termine della stagione, con l'annuncio della positività del ciclista all'EPO in seguito a un controllo antidoping e la sua conseguente squalifica per due anni.
Scaduta la squalifica nel giugno del 2010, firma per la squadra ucraina Amore & Vita-Conad diretta da Ivano Fanini. Nel 2012 gareggia per il team turco Konya Torku Şeker Spor; durante la stagione viene però trovato positivo alla pseudoefedrina e squalificato per quattro anni, a partire dal 24 maggio 2012 e fino al 1º luglio 2016. Nel corso della carriera non ha mai colto successi di rilievo, segnalandosi tuttavia per piazzamenti di rilievo tra cui un terzo posto nella sesta tappa del Giro d'Italia 2005.

## Palmarès
- 2001 (Palazzago)

6ª tappa Internationale Thüringen Rundfahrt
- 2002 (Landbouwkrediet-Colnago, una vittoria)

Poreč Trophy 1
- 2011 (Amore & Vita, una vittoria)

Challenge du Prince-Trophée de l'Anniversaire

## Piazzamenti

### Grandi Giri
- Giro d'Italia

2002: non partito (17ª tappa)
2003: 58º
2004: 50º
2005: 91º
2007: 47º

### Classiche monumento
- Milano-Sanremo

2004: 146º
2007: 53º
- Giro delle Fiandre

2007: 38º
- Parigi-Roubaix

2007: 36º
- Giro di Lombardia

2003: 72º

### Competizioni mondiali
- Campionati del mondo

Lisbona 2001 - In linea Under-23: 32º
Hamilton 2003 - In linea Elite: ritirato
Verona 2004 - In linea Elite: ritirato
Stoccarda 2007 - In linea Elite: ritirato